# Tracktor Bowling
Tracktor Bowling — российская рок-группа, играющая в стиле ню-метал. Образовалась в 1996 году, однако первый полноценный альбом вышел только через шесть лет — в 2002 году. С тех пор группа выпустила шесть номерных альбомов, один Live-альбом, а также несколько синглов.

## История
Tracktor Bowling был образован осенью 1996 года в Москве. Первым вокалистом группы являлся Дмитрий Петров. Первый концерт музыкантов прошёл 29 сентября того же года в одном из столичных рок-клубов.
С вокалистом Андреем Мельниковым в 1998 году группа записала демо-пластинку «Мутация» с восемью треками. Однако, вскоре тот решает покинуть группу. В 1999 году группа начала принимать участие на нескольких музыкальных фестивалях, в том числе и во Дворце культуры им. Горбунова. В 2000 году вышла вторая демо-запись, но уже с вокалом Людмилы Дёминой, присоединившейся к группе в 1999 году и получившая название «Мутация 2(000)». Пластинка содержала пять композиций. Запись и сама группа быстро получили определённую известность среди людей, интересующихся российской тяжёлой музыкой (по опросам «Учитесь плавать» Tracktor Bowling вошла в тройку лидеров российской метал-сцены, опередив таких исполнителей как Zdob și Zdub и Tequilajazzz; при этом группа к тому моменту не имела ни одного полноценного альбома).
Дебютная пластинка «Напролом» была презентована 12 мая 2002 года в известном московском клубе «Точка». На песню SCTP2k группа выпускает свой первый видеоклип.
2003 год ознаменовался для коллектива участием в фестивале «Пятница 13».
В 2004 году в группе происходит смена вокалистки — место Милы (Людмилы Дёминой), не желающей больше заниматься музыкой, занимает Лу, участвовавшая до этого в группе «Сфера Влияния». Вместе с ней в 2005 году выпускается второй альбом «Черта». Тогда же группа отправляется в концертный тур «The Edge Tour 2005» и принимает участие в крупнейших рок-фестивалях России — «Нашествие» и «Крылья».
В 2006 году «Трактор» выпускает третий студийный альбом «Шаги по стеклу», а через год — двойной акустический альбом «Полгода до весны…» и концертный CD «VOL.1». В начале 2008 года вышел сингл «Время», вошедший в саундтрек к российскому кинофильму «Нирвана», затем в этом же году группа выпустила сингл «Поколение Рок».
17 сентября 2008 года из-за разногласий в творческом плане группу покидает гитарист Денис «Дэн» Хромых. Место гитариста вскоре занял Андрей «Мульт» Селезнёв.
24 сентября 2009 года состоялся интернет-релиз нового макси-сингла «Ни шагу назад», в который вошли 3 новые композиции. Только за первый день нахождения релиза на сайте он был скачан более двух тысяч раз. Сингл получил широкий резонанс и хорошие отзывы не только со стороны поклонников группы, но и в среде различных любителей тяжёлой музыки. В следующем году вышел очередной одноимённый альбом группы.
В 2012 году группа ушла в творческий отпуск, Лу и Вит занялись коллективом Louna.
В 2013 году группа выступала только один раз — на фестивале KUBANA.
В 2014 году было 2 эксклюзивных выступления группы на фестивале Back to Zero, которые прошли 15 марта в Москве и 22 марта в Санкт-Петербурге. После этих выступлений уходит барабанщик Профф в хип-хоп команду Anacondaz (сотрудничавшую с ним с конца 2013).
В июне 2014 года стало известно, что группа выходит из творческого отпуска и работает над новым материалом с новым барабанщиком Степаном Четвериковым.
В июне 2015 возобновляются выступления на фестивалях. 17 июня состоялась премьера песни «Наш 2006-й», а 13 июля — «Натрон».
21 сентября 2015 года на лейбле Soyuz Music состоялся релиз нового альбома группы «Бесконечность». В течение 3-х месяцев прошел тур в поддержку альбома.
В сентябре 2016 года коллектив отмечает своё 20-летие. В связи с этим группа выпускает сборник лучших песен, получивший символическое название 20:16. В сборник вошло 16 песен, большинство из которых были специально перезаписаны, а также бонус-трек «Крыса», в записи которого принял участие один из первых вокалистов группы Андрей «Чегевара» Мельников. Помимо сборника вышла книга о группе под названием «Обречённые», автор Владимир Еркович. На примере группы Tracktor Bowling книга повествует о становлении альтернативной андерграундной сцены в России.
20 июня 2017 года на официальных страницах в социальных сетях было объявлено, что группа завершает свой творческий путь и анонсирует последний концерт, получивший название «Эпилог». Концерт состоялся 1 сентября 2017 года в московском клубе GlavClub.
В настоящее время Лу и Мульт при поддержке виолончелистки Ирины Rishafox Львовой периодически выступают с акустическими концертами, на которых играют много классических песен "тракторов".

## Награды и достижения
- 2001 — Лучшая российская концертная группа 2000 года (по опросу, проводимому «Учитесь Плавать»)
- 2003 — Финалист в списке лучших российских групп (по версии MAMA — Moscow Alternative Music Awards)
- 2006 — Лучшая альтернативная группа 2005—2006 года — Российская Альтернативная Музыкальная Премия (RAMP)
- 2007 — Финалист премии «ZD Awards» газеты «Московский Комсомолец» в номинации «Альтернатива»
- 2008 — Лучший саундтрек 2008 года (к фильму «Нирвана») — Рок Альтернативная Музыкальная Премия (RAMP)
- 2009 — Лучшая группа 2008—2009 года — Moscow Alternative Music Awards (MAMA)

## Состав

### Последний состав
- Александр «Кондрат» Кондратьев — гитара (1996—2004, 2004—2007, 2008—2017)
- Виталий «Вит» Демиденко — бас-гитара, бэк-вокал (1998—2017)
- Лусинэ «Лу» Геворкян — вокал, клавишные (2004—2017)
- Андрей «Мульт» Селезнёв (ранее Понасуткин) — гитара, бэк-вокал (2008—2017)
- Степан Четвериков — ударные (2014—2017)

### Бывшие участники
- Дмитрий Петров — вокал (1996—1997)
- Леонид Голубев — бас-гитара (1996—1998)
- Константин «Кларк» Ковров — барабаны (1996—2003)
- Афанасий «Грек» Банасиос — гитара (1996—2001) (также гость в 2016)
- Андрей «Че Гевара» Мельников — вокал (1997—1999) (также гость в 2016)
- Людмила «Мила» Пешкова (ранее Дёмина) — вокал (1999—2004)
- Денис «Дэн» Хромых — гитара, бэк-вокал (2001—2008)
- Алексей «Профф» Назарчук — ударные (2003—2014)

#### Технический и административный персонал
- Антон «Мегагерц» Дьяченко — директор, менеджмент и организация концертов
- Ксения Зацепина — PR-менеджер, пресс-служба
- Андрей Медведев — тур-менеджер
- Николай Вощилов — звукорежиссёр
- Нур Кудяков — роуди (техник)
- Ильяс Низамов - технический персонал
- Алексей Хрипач — директор

## Дискография

### Демозаписи
- 1998 — Мутация
- 2000 — Мутация 2(000)

### Альбомы
- 2002 — Напролом  (CD, Kraft Music)
- 2005 — Черта (CD, Moroz Records) RS Russia [8]
- 2006 — Шаги по стеклу (CD, Moroz Records)
- 2007 — Полгода До Весны… (2CD Album+Live, A-One Records)
- 2010 — Tracktor Bowling (2CD Album+Single, Souyz Music)
- 2015 — Бесконечность (CD, Souyz Music)
- 2016 — 20:16 (заново перезаписанные песни) (CD, Souyz Music)

### Синглы
- 2005 — It's Time To…
- 2008 — Время (A-One Records)
- 2008 — Поколение Рок
- 2009 — Ни шагу назад
- 2015 — Наш 2006-й
- 2015 — Натрон

### Концертные записи
- 2007 — VOL.1 (Live) (CD Live, Moroz Records)

### DVD
- 2006 — Два шага до… и год после (Moroz Records)

### Участие в компиляциях
- 1997 — Alternative Invasion Vol.1 (треки "Марионетка" и "Переступая грань")

## Видеография
- 2002 — «SCTP2k»
- 2005 — «Черта»
- 2006 — «Шаги по стеклу»
- 2007 — «Твоя»
- 2008 — «Outside»
- 2008 — «Время»
- 2010 — «Мы»
- 2010 — «Шрамы»
- 2011 — «Ничья»
- 2016 — «Смерти нет»